# Prelamanje svetlosti
Prelamanje, ili lom, ili refrakcija svetlosti je promena pravca kretanja svetlosti (ili neke druge vrste talasa) usled promene brzine svetlosti (talasa). To se događa na graničnim površinama između dve sredine različitih optičkih gustina. Upadni i prelomni zrak zajedno sa normalom leže u istoj ravni. Kada svetlosni zrak prelazi iz optički ređe u optički gušću sredinu upadni ugao je veći od prelomnog. Ako svetlosni zrak prelazi iz optički gušće u optički ređu sredinu prelomni ugao je veći od upadnog.
Fazna brzina talasa se menja, ali njegova frekvencija ostaje konstantna i nepromenjena. To se najčešće dogadja kada talas prelazi iz jednog medija u drugi pod bilo kojim uglom, osim 90° ili 0°. Prelamanje svjetla je najčešće posmatran fenomen, ali bilo koji tip talasa se može prelomiti, kada je u interakciju s medijumom, na primer, kada zvučni talasi prelaze iz jednog medija u drugi ili kad se talasi vode premeštaju u vodu različite dubine. Prelamanje opisuje Snellov zakon, u kojem se navodi da je za određeni par medija i talas s jednom frekvencijom, odnos sinusa upadnog ugla θ1 i ugla prelamanja θ2 jednak odnosu faznih brzina (v1 / v2) u dva medija, ili ravnopravno, u suprotnom odnosu indeksa prelamanja (N2 / N1).:
{\displaystyle {\frac {\sin \theta _{1}}{\sin \theta _{2}}}={\frac {v_{1}}{v_{2}}}={\frac {n_{2}}{n_{1}}}} ili {\displaystyle n_{1}\cdot \sin \theta _{1}=n_{2}\cdot \sin \theta _{2}\ }
Ako zraci dolaze iz optički gušćeg u optički ređe sredstvo, postoji granični ugao upadnog zraka za koji još vredi Sneliusov zakon (odbijanje talasa ili refleksija). Kod uglova većih od graničnog događa se totalna refleksija.

## Indeks prelamanja
Odnos brzina svetlosti u dvema datim sredinama je neimenovan broj koji se naziva indeks prelamanja i obeležava se sa n. Indeks prelamanja neke providne sredine u odnosu na vakuum naziva se apsolutni indeks prelamanja.
{\displaystyle n=c_{0}/c} - gde je c0 brzina svetlosti u vakuumu, a c je brzina svetlosti u datoj sredini.

## Objašnjenje
Pustimo kroz usku pukotinu u tamnoj sobi mali snop svetlosti na površinu vode u posudi. Jedan deo zraka svetlosti reflektovaće se tako da ugao upadanja bude jednak uglju refleksije (odbijanja). Veći deo svetlosnog snopa ući će u vodu, ali će skrenuti sa prvobitnog smera. Kaže se da se zrak svetlosti lomi. Ugao loma θ2 biće manji od ugla upadanja θ1, znači da se zrak svetlosti lomi prema normali. Upadajući i prelomljeni zrak leže u jednoj ravni. Ako zrak svetlosti pada normalno na površinu vode, on će prolaziti kroz vodu bez ikakvog skretanja.
Zbog loma svetlosti izgleda da je štap, postavljen koso u vodu, prelomljen. Iz istog razloga se čini da je dno reke, odnosno mora, uzdignuto i dubina manja nego što je u stvarnosti.
Eksperiment loma svetlosti može se izvesti pomoću ogledala koje se nalazi u vodi. Zrak svetlosti pada na koso postavljeno ogledalo te se od njega reflektuje. Na granici vode i vazduha jedan se deo zraka svetlosti reflektuje u vazduh, a drugi ulazi u vodu, te se lomi prema vertikali. Na ogledalu u vodi zrak se svetlosti opet reflektuje, a na granici vode i vazduha takođe će se jedan deo svetlosti reflektovati u vodu, dok će veći deo izaći u vazduh i lomiti se od vertikale. Iz navedenih eksperimenata se vidi da se svetlost kad koso dođe na granicu dva sredine, na primer vazduha i vode, delomično reflektuje, a delomično ulazi u sredinu i pri tom se lomi.
Ona sredina u kojoj je ugao loma zraka svetlosti manji od ugla upadanja naziva se optički gušća, a sredina u kojoj je ugao loma zraka svetlosti veći od ugla upadanja zovemo optički ređa. Prema tome je voda optički gušće, a vazduh optički ređe sredstvo.

### Indeks loma
Indeks loma (oznaka n) je bezdimenzionalna fizička veličina koja opisuje međudelovanje svetlosti i optički prozirne materije, a definisana je kao odnos brzine svetlosti u vakuumu c i brzine svetlosti u materiji v,
{\displaystyle n={\frac {c}{v}}}
Posledica je promene brzine svetlosti promena pravca njenog širenja pri prelasku iz jednoga optičkog sredstva u drugo. Što je indeks loma veći, veća je promena pravca, odnosno veći je lom svetlosti (refrakcija). Indeks loma može se pomoću Sneliusovog zakona odrediti iz geometrijskih odnosa uglova zraka svetlosti prema površini sredstva u kojem dolazi do loma:
{\displaystyle {\frac {n_{2}}{n_{1}}}={\frac {\sin \theta _{1}}{\sin \theta _{2}}}={\frac {v_{1}}{v_{2}}}}
gde je: θ1 - upadni ugao prema vertikali na površinu sredstva, θ1 - ugao loma, n1 - indeks loma optičkog sredstva iz kojeg svetlost dolazi, a n2 - indeks loma optičkog sredstva u koje svetlost ulazi. Često se koristi relativni indeks loma, koji je jednak odnosu indeksa loma dva sredstava:
{\displaystyle n_{r}=n_{21}={\frac {n_{2}}{n_{1}}}}
Svetlost se u nekoj tvari širi brzinom:
{\displaystyle v={c \over {\sqrt {\mu _{r}\cdot \varepsilon _{r}}}}}
gde je: εr - relativna dielektrična permitivnost materije, a μr - relativna magnetska permeabilnost. Kako za relativnu magnetsku permeabilnost u optički prozirnom sredstvu vredi μr ≈ 1, proizlazi da indeks loma zavisi samo od relativne dielektrične permitivnosti:
{\displaystyle n={\sqrt {\varepsilon _{r}}}}
Međutim, za mnoge materije dolazi do odstupanja od toga izraza, zbog postojanja električnih dipola u dielektricima i zavisnosti relativne dielektrične permitivnosti o frekvenciji svetlosti.

### Lom svetlosti u planparalelnoj ploči
Planparalelna ploča je prozirno telo omeđeno dvema paralelnim ravnima. Zrak svetlosti lomi se dvaput prolazeći kroz planparalelnu ploču. Za lom svetlosti u prvoj tački loma vredi:
{\displaystyle {\frac {\sin \alpha }{\sin \beta }}=n}
a za lom u drugoj tački vredi:
{\displaystyle {\frac {\sin \beta _{1}}{\sin \alpha _{1}}}={\frac {1}{n}}}
Pomnože li se međusobno obe jednačine, dobija se:
{\displaystyle {\frac {\sin \alpha \cdot \sin \beta _{1}}{\sin \beta \cdot \sin \alpha _{1}}}={\frac {n}{n}}=1}
Kako su granične površine paralelne, onda mora biti β = β1, a stoga je sin β = sin β1, te je sin α / sin α1 = 1, a odatle je α = α1.
Znači, ugao upadanja zraka svetlosti pri ulazu u planparalelnu površinu jednak je uglu loma kod izlaza zraka iz površine. Zrak dakle izlazi u istom smeru, samo je malo pomaknut:
{\displaystyle \xi =d\cdot {\frac {\sin(\alpha -\beta )}{\cos \beta }}}
Pomak ζ je, dakle, to veći što je veća debljina d ploče.

### Lom svetlosti u prizmi
Optička prizma je prozirno stakleno telo, omeđeno s dve ravni koje se seku pod oštrim uglom, koji se zove lomni ugao prizme ρ. Zrak se lomi kod ulaza u prizmu u tački A i kod izlaza iz prizme u tački B. U tački A zrak se otklonio od prvobitnog smera za ugao δ1 = α1 - β1. U tački B za ugao δ2 = α2 - β2, te je ukupni otklon ili devijacija zraka svetlosti od svog prvobitnog smera:
{\displaystyle \delta =\delta _{1}+\delta _{2}=(\alpha _{1}-\beta _{1})+(\alpha _{2}-\beta _{2})}
Kako je zbir uglova u trouglu 180°:
{\displaystyle (90^{\circ }-\beta _{1})+(90^{\circ }-\alpha _{2})+\rho =180^{\circ }}
a odatle je:
{\displaystyle \rho =\alpha _{2}+\beta _{1}}
Uvrstimo li se to u izraz za devijaciju, dobija se:
{\displaystyle \delta =\alpha _{1}+\beta _{2}-\rho }
Devijacija će biti najmanja kada zrak svetlosti bude simetrično prolazio kroz prizmu, to je kad bude α1 = β2. Ako je lomni ugao ρ mali, postoji tanka prizma, te su i svi ostali uglovi mali. Stoga se u izrazu za indeks loma mogu sinusi zameniti samim uglovima, to jest:
{\displaystyle n={\frac {\sin \alpha _{1}}{\sin \beta _{1}}}={\frac {\alpha _{1}}{\beta _{1}}}}
{\displaystyle n={\frac {\sin \beta _{2}}{\sin \alpha _{2}}}={\frac {\beta _{2}}{\alpha _{2}}}}
te je:
{\displaystyle \alpha _{1}=n\cdot \beta _{1}}
{\displaystyle \beta _{2}=n\cdot \alpha _{2}}
Uvrstimo li to u izraz za devijaciju:
{\displaystyle \delta =n\cdot \beta _{1}+n\cdot \alpha _{2}-\rho }
{\displaystyle \delta =n\cdot (\alpha _{2}+\beta _{1})-\rho }
ili, jer je:
{\displaystyle \rho =\alpha _{2}+\beta _{1}}
dobija se:
{\displaystyle \delta =n\cdot \rho -\rho }
{\displaystyle \delta =(n-1)\cdot \rho }
Odatle se vidi da je devijacija kod prizme to veća što je veći indeks loma i lomni ugao prizme. Zrak iz prizme izlazi otklonjen prema debljem kraju za ugao devijacije.

## Refraktometar
Refraktometar je merni instrument kojim se određuje indeks loma svetlosti. Indeks loma može se odrediti i merenjem uglaa otklona svetlosnog zraka kada on prolazi prizmom od materijala kojem se želi odrediti indeks loma. Tako je indeks loma određivao Ruđer Bošković na specijalnom vitrometru, kod kojeg se mogao menjati ugao loma prizme. Danas se upotrebljavaju refraktometri za tečne i čvrste materije kod kojih se iz izmerenog graničnog ugla pri totalnoj refleksiji određuje indeks loma. Na tom su u načelu načinjeni Abeov refraktometar (za određivanje indeksa loma malih količina tečnosti), refraktometar s prizmom za uranjanje (za određivanje indeksa loma većih količina tečnosti), Pulfrihov refraktometar (za određivanje indeksa loma tečnosti i čvrstih materija). Indeks loma gasova određuje se iz pomaka interferencijskih pruga dva koherentna zraka svetlosti koji prolaze kroz dve kivete od kojih jedna sadrži gas poznatog indeksa loma, a druga gas kojem se određuje indeks loma. Na tom načelu radi Rejlijev interferencijski refraktometar za gasove. Indeks loma zavisi od talasne dužine svetlosti te se merenja sprovode monohromatskom svetlošću ili su pak u refraktometru ugrađeni kompenzatori kojima se može meriti indeks loma za određenu talasnu dužinu svetlosti, obično za natrijumovu D-liniju, upotrebljavajući belu svetlost, ili pomoću optičke rešetke za različite talasne dužine.

### Refraktometrija
Refraktometrija je određivanje indeksa loma svetlosti. Obavlja se refraktometrom, merenjem ugla pod kojim se svetlosni zrak lomi pri prelazu iz istraživane tečnosti u staklenu prizmu poznatog indeksa loma. Budući da je indeks loma rastvora srazmeran njihovoj koncentraciji, refraktometrija služi i kao analitička tehnika za određivanje koncentracije šećernih sokova, voćnih sirupa, marmelada, masti u mleku, alkohola u alkoholnim pićima, za određivanje čistoće glicerola, mineralnih i eteričnih ulja, voskova, masti i tako dalje. Refraktometrija je takođe važna metoda za određivanje konstitucije organskih jedinjenja.

## Refrakcija oka
Refrakcija oka je lom svetlosnih zraka u dioptrijskom uređaju oka (rožnjači, očnoj vodici, leći i staklovini), što omogućuje stvaranje slike na mrežnjiči.

## Refrakcija u atmosferi
Refrakcija u atmosferi nastaje zbog prolaza svetlosti kroz slojeve vazduha različite gustine, te se svetlosni zrak pri prelazu iz jednoga sloja vazduha u drugi lomi. Kako se gustina vazduha menja postupno, put svetlosnog zraka nije izlomljena linija nego kontinuirana kriva. Pod normalnim uslovima, to jest kada se gustina zraka s visinom smanjuje, ta je kriva zakrivljena te je njezin udubljeni deo okrenut prema Zemlji. Budući da ljudsko oko predmete od kojih svetlosni zrak dolazi smešta u smeru tangente na put zraka, zemaljski predmeti, zvezde, Mesec i Sunce izgledaju viši nego što zapravo jesu. Ugao koji čini tangenta s pravolinijskom spojnicom oka i predmeta naziva se ugao refrakcije. Razlikuju se astronomska refrakcija, kada se posmatraju nebeska tela, i zemaljska refrakcija, kada se posmatraju predmeti na Zemlji. Zbog astronomske refrakcije zvezde se vide nad obzorom (horizontom) i onda kada se nalaze nešto ispod obzora; zbog nje je dan u umerenim geografskim širinama duži za 8 do 13 minuta, a polarna noć kraća za 12 dana. Zemaljskom refrakcijom vidljivi se obzor proširuje za 5 do 6%. Kod nenormalne stratifikacije atmosfere, kada gustina vazduha raste s visinom, pojavljuju se u atmosferi posebne optičke pojave (na primer miraž).